# روبرت راسل ريد
روبرت راسل ريد (ولد في 1927) هو فنان تصميم كتب، وطابع حروف، ومُصمم جرافيك  كندي.
عمل ريد في الفترة من 1963 إلى 1976 في جامعة ماكجيل في مونتريال في منصب مُصمم ومدير إنتاج وإخراج في مطبعة جامعة ماكجيل. تم إخراج كتاب «السيرة الذاتية للاند» وكتاب «ملامح فترة» من في فترة عمل ريد في منصبه وحقق الكتابان نجاحًا كبيرًا. كما أسس ريد مطبعته الخاصة وأسماها «ريدباث برس».